# Wisaltia
Wisaltia (gr. Δήμος Βισαλτίας, Dimos Wisaltias) – gmina w Grecji, w administracji zdecentralizowanej Macedonia-Tracja, w regionie Macedonia Środkowa, w jednostce regionalnej Seres. W 2011 roku liczyła 4755 mieszkańców. Powstała 1 stycznia 2011 roku w wyniku połączenia dotychczasowych gmin: Achinos, Wisaltia, Nigrita i Trajilos. Siedzibą gminy jest Nigrita.